# Żórawek (gmina)
Żórawek (niem. Groß Särchen) – dawna gmina wiejska istniejąca w latach 1945–1946 w woj. wrocławskim (dzisiejsze woj. dolnośląskie). Siedzibą władz gminy był Żórawek, obecnie Żarki Wielkie (analogicznie, miasto Żary nazywało się wówczas Żóraw).
Gmina Żórawek powstała po II wojnie światowej na terenie tzw. Ziem Odzyskanych (tzw. II okręg administracyjny – Dolny Śląsk). 28 czerwca 1946 gmina – jako jednostka administracyjna powiatu żarskiego – weszła w skład nowo utworzonego woj. wrocławskiego. Gmina objęła także wschodnią część Mużakowa o nazwie Łuknica (obecnie Łęknica).
Według stanu z 28 czerwca 1946 gmina liczyła 855 mieszkańców. Gminę zniesiono krótko po tym, a jej obszar połączono ze zniesioną gminą Marców (Marcinów) w nową gminę Zagłoby (Niwica).